# Saint Apronien
Saint Apronien, parfois écrit saint Appronien, est un martyr chrétien mort en 304. Il est le saint patron des commissaires de justice, anciennement huissiers de justice et sergents de justice. Il est fêté le 2 février.

## Biographie
Apronien (en latin : Apronianus) fut un geôlier sous l'empereur Dioclétien. Au moment où le gouverneur voulut interroger Cyriaque qui avait été mis en prison, il eut une vision et entendit la voix de Jésus lui disant : « Venez, les bénis de mon Père, posséder le royaume qui vous a été préparé depuis le commencement du monde. » Cette phrase est au chapitre XXV, verset 34 de La Bible de Jérusalem selon Matthieu. 
Il se convertit alors au christianisme, accompagné par Cyriaque puis confirmé par le pape Marcel I. Il tente d'évangéliser Laodice, un préfet, qui ordonne sa décapitation.

## Culte
Saint Apronien est anciennement le saint patron des sergents de justice, étant assimilé à un sergent. Il se fêtait initialement le même jour que Saint Cyriaque et ses compagnons, le 8 août. Il est prié de cette façon : « Mon dieu, mon dessein est de n'avoir nulle collusion avec la partie adverse de la mienne ; je me propose de ne jamais saisir chevaux ou ce qui servirait au gain de la vie des débiteurs. Saint Apronien, priez pour moi et pour tous les sergents ! » Une partie de cette prière est devenue une devise pour les huissiers : « Mon dieu, mon dessein est de n'avoir nulle collusion avec la partie adverse de la mienne, je me propose de ne jamais saisir chevaux ou ce qui servirait au gain de la vie des débiteurs. ». Les huissiers de justice, devenus commissaires de justice en 2022, prirent Saint Apronien comme saint patron,. Il est depuis fêté le 2 février.